# Amtsgericht Herne-Wanne

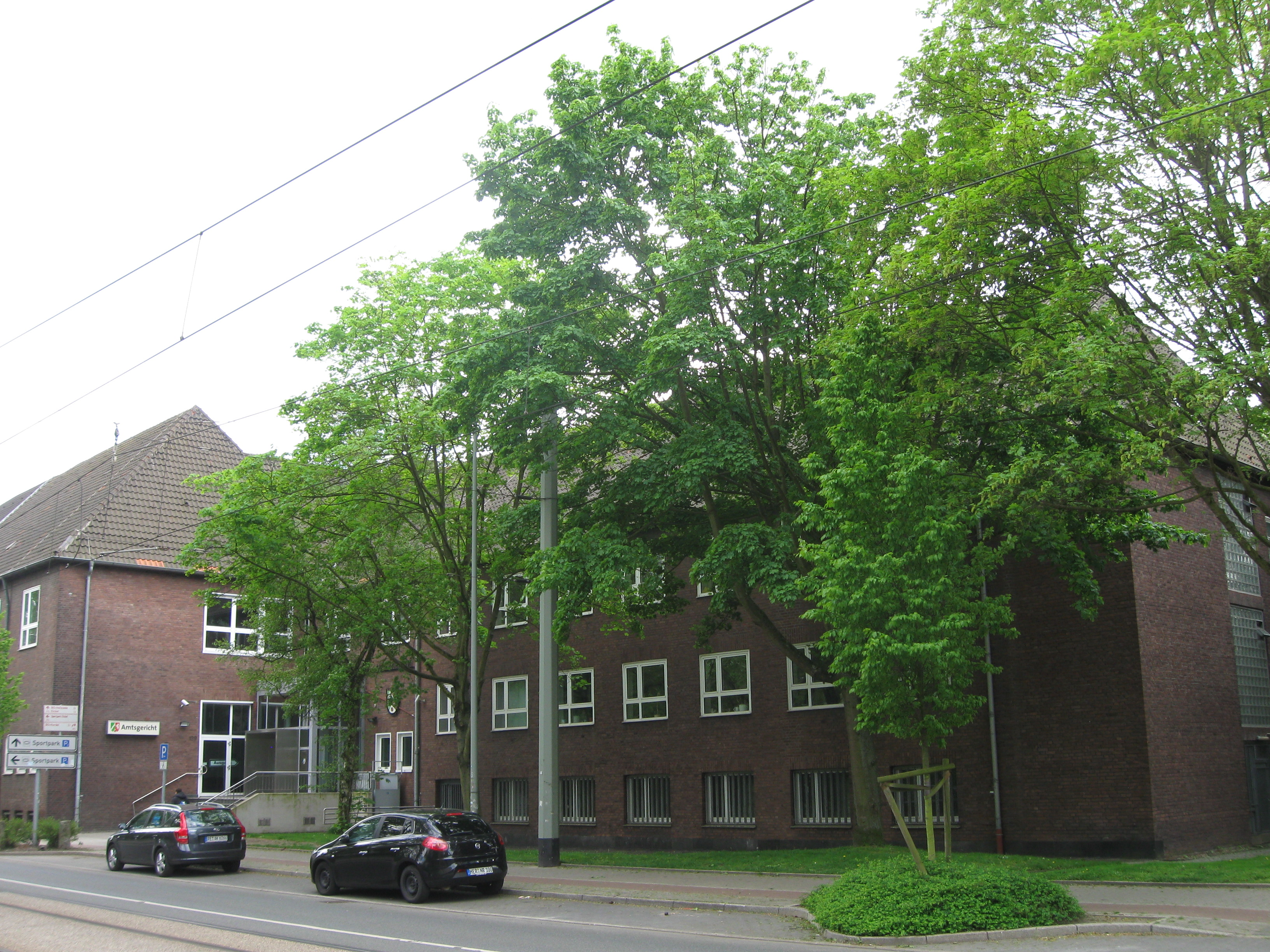
Das Gerichtsgebäude des Amtsgerichts Herne-Wanne

Das Amtsgericht Herne-Wanne ist ein Amtsgericht, das für die Stadtbezirke Wanne und Eickel der Stadt Herne zuständig ist und seinen Sitz in Herne-Wanne hat.

## Geschichte
Nach der Vereinigung der Ämter Wanne und Eickel zum Stadtkreis Wanne-Eickel im Jahre 1926 wurde durch das am 15. Juli 1930 im preußischen Landtag verabschiedete „Gesetz über die Errichtung eines Amtsgerichts in Wanne-Eickel“ die Errichtung des Amtsgerichts Wanne-Eickel beschlossen, das seinen Betrieb am 1. Februar 1933 aufnahm. 1952 wurde mit dem Neubau des heutigen Gerichtsgebäudes begonnen, das im November 1953 bezogen werden konnte. Im Rahmen der Gebietsreform in Nordrhein-Westfalen schlossen sich Herne und Wanne-Eickel zum 1. Januar 1975 zur Stadt Herne zusammen und das Amtsgericht Wanne-Eickel wurde zum Amtsgericht Herne-Wanne umbenannt. Seitdem sind auf dem Gebiet der kreisfreien Stadt Herne zwei Amtsgerichte tätig, das Amtsgericht Herne und das Amtsgericht Herne-Wanne.

## Übergeordnete Gerichte
Das dem Gericht übergeordnete Landgericht ist das Landgericht Bochum, das wiederum dem Oberlandesgericht Hamm untersteht.

## Geplante Auflösung
Mit dem „Dritten Gesetz zur Änderung des Gesetzes über die Gliederung und die Bezirke der ordentlichen Gerichte und anderer Gesetze“ sollte das Amtsgericht Herne-Wanne zum 31. Dezember 2011 aufgehoben und sein Gebiet dem Amtsgericht Herne zugeschlagen werden, das in einen Neubau umziehen sollte. Da der Plan, ein Justizzentrum in Herne-Mitte zu errichten, aus Kostengründen nicht verwirklicht wurde, ist das vorgenannte Gesetz durch das „Gesetz zur Änderung des Justizgesetzes Nordrhein-Westfalen und anderer Gesetze“ aufgehoben worden. Das Amtsgericht Herne-Wanne bleibt daher zunächst bestehen.